# Circuit intégré 7410

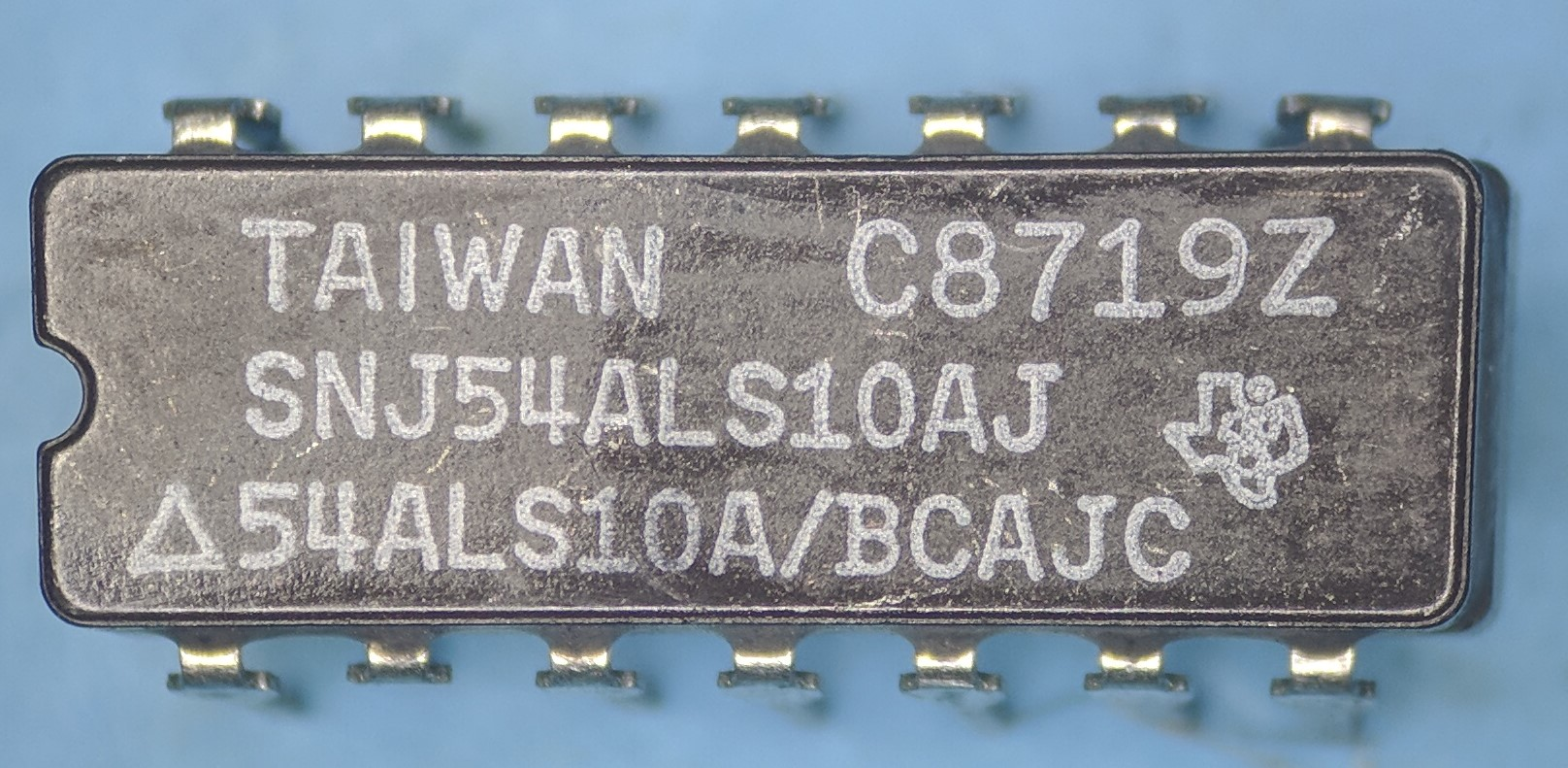
Circuit intégré 7410 (Texas Instruments SN54ALS10AJ)

Brochage

Die d'un 54ALS10

Le circuit intégré 7410 fait partie de la série des circuits intégrés 7400 utilisant la technique TTL.

Ce circuit est composé de trois portes logiques indépendantes NON-ET à trois entrées.